# RQ-23虎鯊無人機
虎鯊無人機（英語：TigerShark）是一款由納瓦瑪應用科學公司研製的無人機。

## 發展
虎鯊無人機由納瓦瑪應用科學公司研製，該機主要的任務是作為監視伊拉克和阿富汗等沙漠環境的中程監視無人機。在2006至2014年之間，該機總共執行超過10000次作戰和飛行75000小時。虎鯊的特點是「隨插即用」系統，不但能無縫接軌最新的系統與各種任務負載裝置，還可同時攜帶多個不同任務的負載裝置，並大幅降低成本。此外，還具備超高頻（UHF）傳輸鏈，用於人工智慧（AI）自主或手動操縱飛行，以及在國內領空執勤時所需的特高頻（VHF）中繼系統。該機由於其低廉的成本以及優異的操作性能，受到美國軍隊的喜愛，並在2013年給予正式編號RQ-23A。
2014年初，納瓦瑪獲得海軍合同，以改進RQ-23A的電光感測器套件和機身。2021年，美國陸軍在亞利桑那州尤馬試驗場成功試飛新款的虎鯊無人機。
虎鯊-XP則是虎鯊的商用版本，該機具有改進了飛行效能、SATCOM鏈路和更多有效載荷選項。

## 型號
RQ-23A
美國軍用版本，而後在2019年升級過
Tigershark-XP
由虎鯊升級而成的商業版本